# Ommatius discalis
Ommatius discalis là một loài ruồi trong họ Asilidae. Ommatius discalis được Walker miêu tả năm 1861. Loài này phân bố ở miền Ấn Độ - Mã Lai.